# Сан-Крістофоро (гора)
Сан-Крістофоро (італ. San Cristoforo) — гора в Сан-Марино, яка знаходиться між Фьорентіно та Монтеджардіно.
На її горі знаходився замок Торрічелла, побудований близько 1140 р. і знищений в 1465 р.